# Zalembius rosaceus
Zalembius rosaceus е вид бодлоперка от семейство Embiotocidae. Видът не е застрашен от изчезване.

## Разпространение и местообитание
Разпространен е в Мексико и САЩ.
Среща се на дълбочина от 4 до 180 m, при температура на водата около 18,8 °C и соленост 33,8 ‰.

## Описание
На дължина достигат до 20 cm.